# John van Loen
John van Loen (sinh ngày 4 tháng 2 năm 1965) là một cựu cầu thủ bóng đá người Hà Lan từng thi đấu ở vị trí tiền đạo. Ông có 7 lần ra sân và ghi 1 bàn thắng cho đội tuyển bóng đá quốc gia Hà Lan.

## Đội tuyển bóng đá quốc gia Hà Lan
John van Loen thi đấu cho đội tuyển bóng đá quốc gia Hà Lan từ năm 1985 đến 1990.

## Thống kê sự nghiệp
Nguồn:
| Đội tuyển bóng đá Hà Lan | Đội tuyển bóng đá Hà Lan | Đội tuyển bóng đá Hà Lan |
| Năm                      | Trận                     | Bàn                      |
| ------------------------ | ------------------------ | ------------------------ |
| 1985                     | 1                        | 0                        |
| 1986                     | 0                        | 0                        |
| 1987                     | 0                        | 0                        |
| 1988                     | 1                        | 0                        |
| 1989                     | 3                        | 1                        |
| 1990                     | 2                        | 0                        |
| Tổng cộng                | 7                        | 1                        |